# هنري موزلي

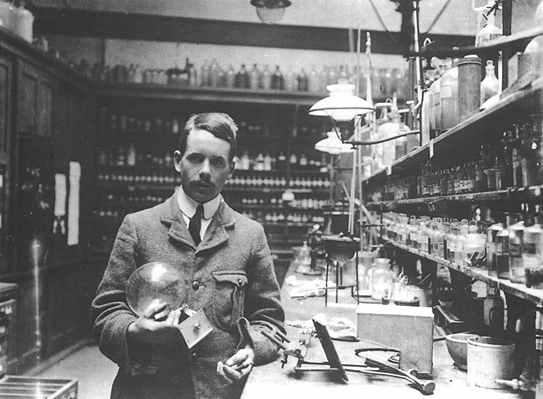
هنري موزلي في مختبره ، عام 1910.

هنري غوين جيفريس موزلي (بالإنجليزية: Henry Gwyn Jeffreys Moseley) (عاش 23 نوفمبر 1887 - 10 أغسطس 1915 م) هو فيزيائي إنجليزي قام بتعليل مفهوم الرقم الذري للمواد مما أسهم في تقدّم علم الكيمياء.

## سيرته
ولد هنري جوين جيفريز موزلي في وايموث، دورست، على الساحل الجنوبي لإنجلترا في عام 1887. كان والده (1844-1891) عالم أحياء لكنه توفى عندما كان هنري موزلي صغيرا. وكان أبوه أيضا أستاذا في علم وظائف الأعضاء وعلم التشريح في جامعة أكسفورد، وكان عضوا في بعثة تشالنجر.
وكان هنري موزلي تلميذا واعدا جدا في مدرسة سمرفيلدز [الإنجليزية] وحصل على جائزة I المنح الدراسية لجلالة الملك لمواصلة الدراسة في كلية إيتون. في عام 1906، دخل موزلي كلية ترينيتي في جامعة أكسفورد، حيث حصل على درجة البكالوريوس. مباشرة بعد التخرج من جامعة أكسفورد في عام 1910، أصبح موزلي معيدا في الفيزياء في جامعة مانشستر تحت إشراف السير إرنست رذرفورد. وخلال العام الأول في مانشستر، تولى التدريس بوصفه معيدا للدراسات العليا. ولكن بعد تلك السنة الأولى عاد إلى أكسفورد في نوفمبر 1913 حيث أعطيت له مهمة رعاية المختبرات.
ولد موزلي في وايمث في إنجلترا. وفي عام 1906 انتسب إلى كلية الثالوث في جامعة أوكسفورد ثم ذهب بعدها إلى جامعة مانشيستر حيث عمل مع إرنست رذرفورد. انشغل خلال عامه الأول في جامعة مانشيستر بالتدريس ثم تفرغ بعد ذلك للبحث العلمي.
في عام 1913 وجد موزلي أنه باستخدام طيف أشعة إكس الناتج عن التشتت (Diffraction) في البلورات، وجد علاقةً بين الطول الموجي والعدد الذري للمواد وأصبحت تلك العلاقة تعرف فيما بعد بقانون موزلي. قبيل هذا الاكتشاف كان الاعتقاد السائد أن الأعداد الذرية هي أعداد اختيارية ناتجة عن تسلسل الأوزان الجزيئية للمواد والتي كانت تعدل عند اللزوم (كما فعل ديميترى مندليف) لوضع مادة ما في مكانها الصحيح في الجدول الدوري. وجد موزلي أن مندلييف استبدل عدة عناصر في الجدول الدوري. وعلى سبيل المثال أعطى مندلييف العنصرين الكوبلت والنيكل العدد الذري 27 و28 على التوالي على أساس خواصهما الفيزيائية والكيميائية. ولكن موزلي باستخدام مطياف الاشعة السينية وجد أن الكوبلت أثقل قليلا من النيكل، وبهذا استبدل وضعي النيكل والكوبلت في الجدول الدوري. وباكتشافه هذا فقد برهن موزلي على أن الأعداد الذرية ليست اختيارية بل هي كميات يمكن قياسها مخبرياً.
كما وجد موزلي فجوات في تسلسل المواد بناء على أعدادها الذرية عند الأعداد 43 و 61 و72 و 75 . تلك الفجوات نعرفها اليوم بأنها أماكن عناصر مصنعة التكنيسيوم والبرومتيوم المشعين، وأما العنصران الإخيران مهما لعناصر طبيعية نادرة، مهما الهافنيوم (اكتشف في عام 1923) ورينيوم (اكتشف في عام 1925). . لمادة مشعة، ولمواد غير متكونة طبيعيا، ولمادة حديثة الاكتشاف).
وكانت تلك العناصر غير معروفة في وقت موزلي. كما أثبت موزلي بأنه لا توجد ثغرات أخرى في الجدول الدوري بين موقع الألمونيوم - وعدده الذري 13 - والذهب (وعدده الذري 78).
في عام 1914 م استقال موزلي من جامعة مانشيستر وعاد إلى جامعة أكسفورد ليكمل أبحاثه هناك، ولكنه انضم إلى فريق المهندسين الملكي عند اندلاع الحرب العالمية الأولى حيث قتل في معركة جاليبولي وكان عمره حينها 28 عامًا.

## المساهمة في الفيزياء والكيمياء
تجريب الطاقة من جزيئات β-في عام 1912، أظهر موزلى أن إمكانات عالية يمكن تحقيقها من مصدر المشعة من الراديوم، وبالتالي اختراع البطارية الذرية الأولى، على الرغم من أنه لم يتمكن من إنتاج 1MeV اللازمة الضرورية لوقف الجسيمات.
في عام 1913، لاحظ موزلي وقياس أطياف الأشعة السينية من العناصر الكيميائية المختلفة (معادن في الغالب) التي تم العثور عليها من خلال طريقة حيود من خلال البلورات. كان هذا الرائد من استخدام أسلوب التحليل الطيفي للأشعة السينية في الفيزياء، وذلك باستخدام قانون براج حيود لتحديد الأطوال الموجية للأشعة السينية. اكتشف موزلي وجود علاقة منتظمة بين الرياضية الأطوال الموجية للأشعة X وإنتاج الأرقام الذرية للمعادن التي كانت تستخدم لأهداف في أنابيب الأشعة السينية. أصبح هذا يعرف باسم قانون موسلي في.
قبل اكتشاف موزلي، وكان يعتقد أن الأعداد الذرية (أو عدد العناصر) من عنصر وعدد شبه التعسفي متتابعة، استنادا إلى سلسلة من الكتل الذرية، ولكن تعديل بعض الشيء حيث الكيميائيين وجدت أن هذا مرغوب فيه، مثل من قبل الكيميائي الروسي العظيم، ديمتري مندليف إيفانوفيتش. في اختراعه من الجدول الدوري للعناصر، وكان مندليف متبادل على أوامر من عدد قليل من أزواج العناصر من أجل وضعها في أماكن أكثر ملاءمة في هذا الجدول للعناصر. على سبيل المثال، تم تعيين الكوبالت والنيكل المعادن الأرقام الذرية 27 و 28، على التوالي، على أساس الكيميائي والخصائص الفيزيائية المعروفة، على الرغم من أنها لديها ما يقرب من الجماهير نفس الذرية. في الواقع، فإن الكتلة الذرية من الكوبالت هو أكبر قليلا من ذلك من النيكل، والتي كان قد وضعها لهم من أجل الوراء إذا كان قد تم وضعها في الجدول الدوري بصورة عمياء وفقا لالكتلة الذرية. وأظهرت التجارب موسلي في الأشعة السينية التحليل الطيفي مباشرة من الفيزياء في أن الكوبالت والنيكل لديهم أرقام مختلفة الذرية و 27 و 28، والتي يتم وضعها في الجدول الدوري بشكل صحيح عن طريق القياسات موسلي في الهدف من أعدادها الذرية. وبالتالي، أثبتت اكتشاف موزلي بأن الأعداد الذرية للعناصر ليست مجرد أرقام عشوائية بدلا يعتمد على الحدس والكيمياء من الكيميائيين، ولكن بدلا من ذلك، لديهم أساس متين التجريبية من فيزياء الأطياف الأشعة السينية الخاصة بهم.
وبالإضافة إلى ذلك، أظهرت أن هناك موسلي الفجوات في التسلسل العدد الذري في أرقام 43، 61، 72، و 75. ومن المعروف الآن هذه المساحات، على التوالي، لتكون الأماكن من العناصر الاصطناعية تكنيتيوم المشعة وعنصر فلزي، وأيضا الأخيرين نادرة جدا طبيعيا مستقرة عناصر الهافنيوم (اكتشف 1923) والرنيوم (اكتشف 1925). كان يعرف شيئا عن هذه العناصر الأربعة من العمر في موسلي، وليس حتى وجودها ذاته. بناء على الحدس من ذوي الخبرة جدا في الكيمياء، وكان ديمتري مندليف توقع وجود العنصر المفقود في الجدول الدوري، الذي عثر عليه في وقت لاحق المطلوب شغلها من قبل تكنيتيوم، وبوهوسلاف براونر كان قد تنبأ بوجود عنصر آخر مفقود في هذا الجدول، وعثر في وقت لاحق والتي يتم شغلها من قبل عنصر فلزي. أكدت التجارب هنري موزلي في هذه التوقعات، من خلال اظهار بالضبط ما كانت الأرقام في عداد المفقودين الذرية، و 43 و 61. وبالإضافة إلى ذلك، توقع موسلي عنصري غير المكتشفة أكثر، أولئك الذين لديهم الأرقام الذرية 72 و 75، وأعطى دليلا قويا جدا أنه لا توجد ثغرات أخرى في الجدول الدوري بين عناصر الألومنيوم (العدد الذري 13) والذهب (العدد الذري 79).
وكان هذا السؤال الأخير حول إمكانية العناصر («مفقود») أكثر غير المكتشفة كانت مشكلة دائمة بين الكيميائيين من العالم، لا سيما بالنظر إلى وجود عائلة كبيرة من سلسلة اللانثينيدات من العناصر الأرضية النادرة. وكان موسلي قادرة على إثبات أن هذه العناصر اللانثينيدات، أي من خلال اللانثانم اللوتيتيوم، يجب أن يكون بالضبط 15 عضوا - لا أكثر ولا أقل. وكان عدد العناصر في اللانثينيدات كان السؤال الذي كان بعيدا جدا عن أن يسوى عن طريق الكيميائيين من أوائل القرن 20th. أنها لا يمكن أن تنتج حتى الآن عينات نقية من جميع العناصر الأرضية النادرة، وحتى في شكل أملاحها، وفي بعض الحالات أنهم لم يتمكنوا من التمييز بين خليط من اثنين من عناصر مشابهة جدا الأرضية النادرة (المجاورة) من المعادن النقية القريبة في الجدول الدوري. على سبيل المثال، كان هناك ما يسمى ب «العنصر» التي أعطيت حتى الاسم الكيميائي "didymium". و"Didymium" وجدت بضع سنوات في وقت لاحق أن يكون مجرد خليط من عنصرين الأرضية النادرة حقيقية، وأعطيت هذه الأسماء في النيوديميوم والبراسيوديميوم، وهذا يعني «التوأم الجديد» و «التوأم الأخضر». أيضا، لم طريقة فصل العناصر الأرضية النادرة من طريقة التبادل الأيوني اخترع حتى الآن في الوقت الذي موسلي.
كان أسلوب التحليل الطيفي موسلي في وقت مبكر راي X-قادرة على فرز المشاكل الكيميائية أعلاه فورا، وبعضها كان الكيميائيين المحتلة لعدد من السنوات. موسلي يتوقع أيضا وجود عنصر 61، والتي يعتبر وجودها وكان اللانثينيدات لم تكن متصورة من قبل. تماما بعد سنوات قليلة، تم إنشاء هذا العنصر بشكل مصطنع 61 في المفاعلات النووية وكان اسمه عنصر فلزي.

## الموت وما بعده

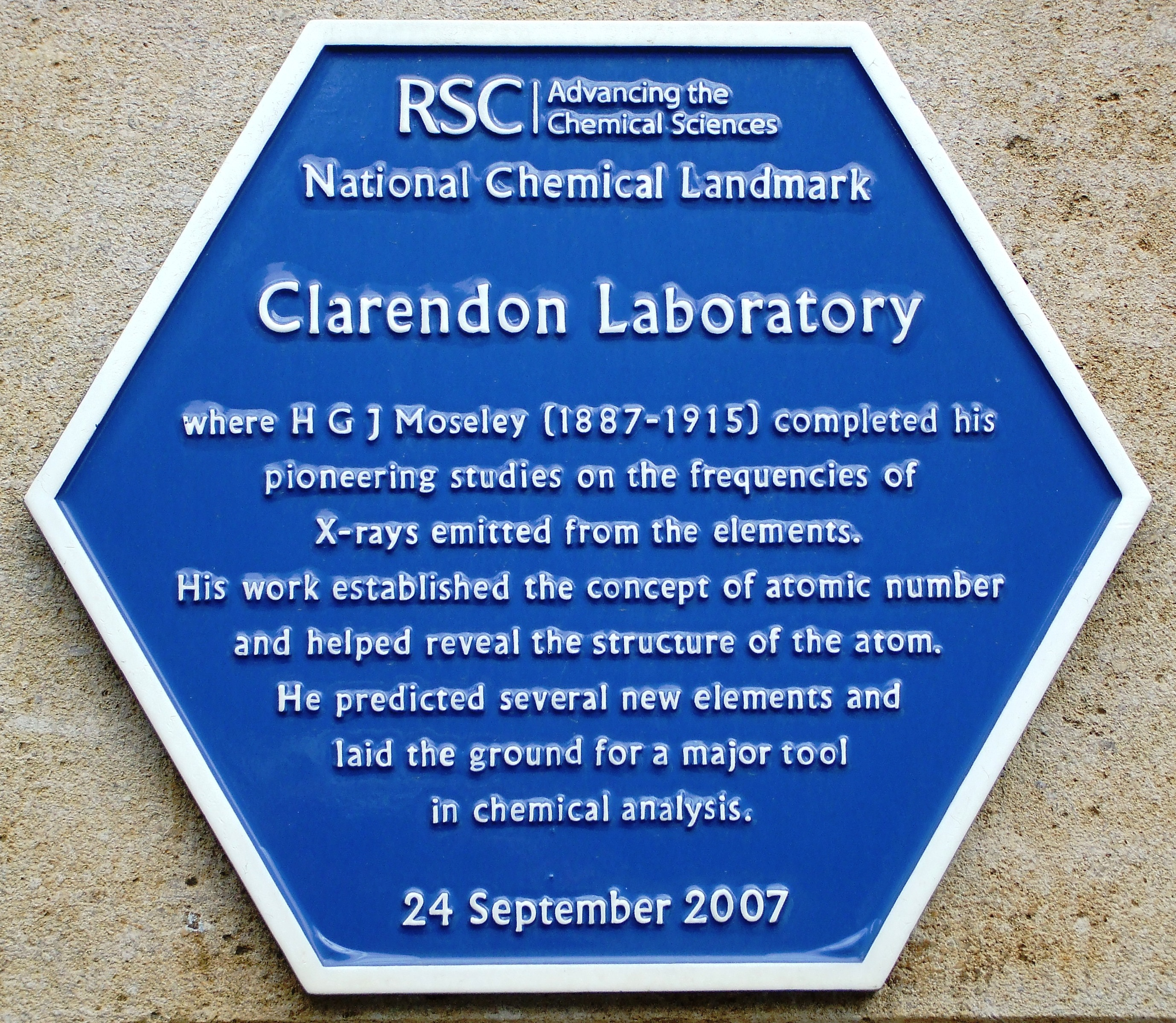
لوحة وضعت في 24 سبتمبر عام 2007 من قبل الجمعية الملكية للكيميائيين تكريما لهنري موزلي

في وقت ما في النصف الأول من عام 1914، استقال موزلي من منصبه في مانشستر، مع خطط للعودة إلى أكسفورد ومواصلة أبحاثه فيزياء هناك. ومع ذلك، اندلعت الحرب العالمية الأولى في أغسطس من عام 1914، وموسلي رفضت العرض الوظيفي لكسب الملكية في المهندسين في الجيش البريطاني بدلا من ذلك. خدم كضابط موسلي التقنية في مجال الاتصالات خلال معركة غاليبولي من، في تركيا، بدأت في أبريل عام 1915، حيث قتل في العمل في 10 أغسطس 1915. وقتل موسلي في الرأس برصاص قناص بينما التركية في فعل الاتصال الهاتفي أمر عسكري. اسحاق اسيموف كتب ذات مرة: «وبالنظر إلى ما و[موسلي] قد لا يزالون قد أنجزت... وفاته ربما كانت وفاة واحدة من الأكثر كلفة الحرب على البشرية عموما». وبسبب وفاة موسلي في الحرب العالمية I، وضعت الحكومة البريطانية سياسة لم تعد تسمح علمائها البارزين واعدة لكسب لمهمة قتالية في القوات المسلحة من ولي العهد.
وقد تكهن اسحاق اسيموف أيضا أنه في حال أن لم يقتل أثناء وجوده في خدمة الإمبراطورية البريطانية، موسلي قد بشكل جيد للغاية وقد منحت جائزة نوبل في الفيزياء في عام 1916، والتي لم تمنح لأحد تلك السنة (جنبا إلى جنب مع جائزة الكيمياء). وتعطى مصداقية إضافية لهذا بملاحظة الذي فاز بجائزة نوبل في الفيزياء في العامين السابقين، 1914 و 1915، وفي العام التالي، 1917. في عام 1914، وفاز ماكس فون لاو من ألمانيا على جائزة نوبل في الفيزياء لاكتشافه من حيود الأشعة السينية بواسطة البلورات، والذي كان خطوة حاسمة نحو اختراع الأشعة السينية التحليل الطيفي. ثم، في عام 1915، وتقاسم وليم هنري براج ويليام لورانس براج، بريطانية أب وابنه الزوج، وهذا جائزة نوبل للاكتشافات في المشكلة العكسية - تحديد بنية بلورات باستخدام الأشعة السينية. المقبل، وتستخدم لموسلي حيود الأشعة السينية بواسطة البلورات المعروفة في قياس أطياف الأشعة السينية للمعادن. وكان هذا أول استخدام الأشعة السينية التحليل الطيفي وأيضا خطوة أخرى نحو إنشاء البلورات بالأشعة السينية. وبالإضافة إلى ذلك، قدم أساليب موسلي ويحلل خطوة كبيرة لوضع مفهوم العدد الذري على أساس شركة مقرها في الفيزياء. على رأس كل ذلك، منحت تشارلز Barkla لبريطانيا العظمى هذه جائزة نوبل في عام 1917 لعمله التجريبي في استخدام مطيافية الأشعة السينية في اكتشاف الأشعة السينية المميزة الترددات المنبعثة من العناصر المختلفة، وخاصة المعادن. وكانت الاكتشافات موسلي في نطاق بالتالي هم نفس من أقرانه، وبالإضافة إلى ذلك، موسلي جعل أكبر خطوة لإظهار الأساس الفعلي للأرقام الذرية. علق إرنست رذرفورد أن عمله «سمحت له لإكمال خلال عامين في بداية حياته المهنية مجموعة من الأبحاث التي من شأنها أن جلبت له بالتأكيد على جائزة نوبل».
فقط سبعة وعشرين عاما من العمر عند وفاته، يمكن أن موسلي في الآراء كثير من العلماء: "لقد ساهم الكثير لمعرفة التركيب الذري كان قد نجا. كما نيلز بوهر قال ذات مرة في عام 1962، "أنت ترى في الواقع عمل رذرفورد [الذرة النووية] لم تؤخذ على محمل الجد، ونحن لا يمكن أن نفهم اليوم، ولكن لم يؤخذ على محمل الجد على الإطلاق. لم يكن هناك أي ذكر لها في أي مكان . وجاء التغيير الكبير من موسلي ".
وضعت لوحات تذكارية ليصل موسلي في مانشستر وإيتون، وعلى منحة دراسية الجمعية الملكية، التي وضعتها مشيئته، كما كان المتلقي الثاني الفيزيائي PMS بلاكيت، في وقت لاحق ليصبح رئيسا للجمعية.

## مساهمة موزلى في فهمنا للذرة
قبل موزلي وقانونه، كان يعتقد أن الأعداد الذرية أعدادا اختيارية وزيادة غامضة مع الوزن الذري ولكن لم يتم التعرف عليها بشكل تام. وأظهرت اكتشاف موزلي أن الرقم الذري ليس اختياريا، ولكن قياسات موزلي بالأشعة السينية بينت الطريقة السليمة لفرز العناصر، ولا سيما في الجدول الدوري . واستطاع قياس العدد الذري بالتجربة . وعلاوة على ذلك، فإن قانون موزلي وما يعنيه من تتابع للعناصر في الجدول الدوري قد ساعد بوهر على استنباط البنية الذرية بدلا من نموذج إرنست رذرفورد وانطونيوس فان دن بروك للذرة. بأن النواة تحتوي على بروتونات موجبة الشحنة وتتركز في النواة كتلة الذرة وتحوم حولها إلكترونات خفيفة سالبة الشحنة . ثم اكتشفت في وقت لاحق جسيم يعادل في كتلته تقريبا كتلة البروتون وهو النيوترون الذي يوجد في النواة الذرية ويشكل مع البروتونات الوزن الذري.

## استخدام مطياف الأشعة السينية

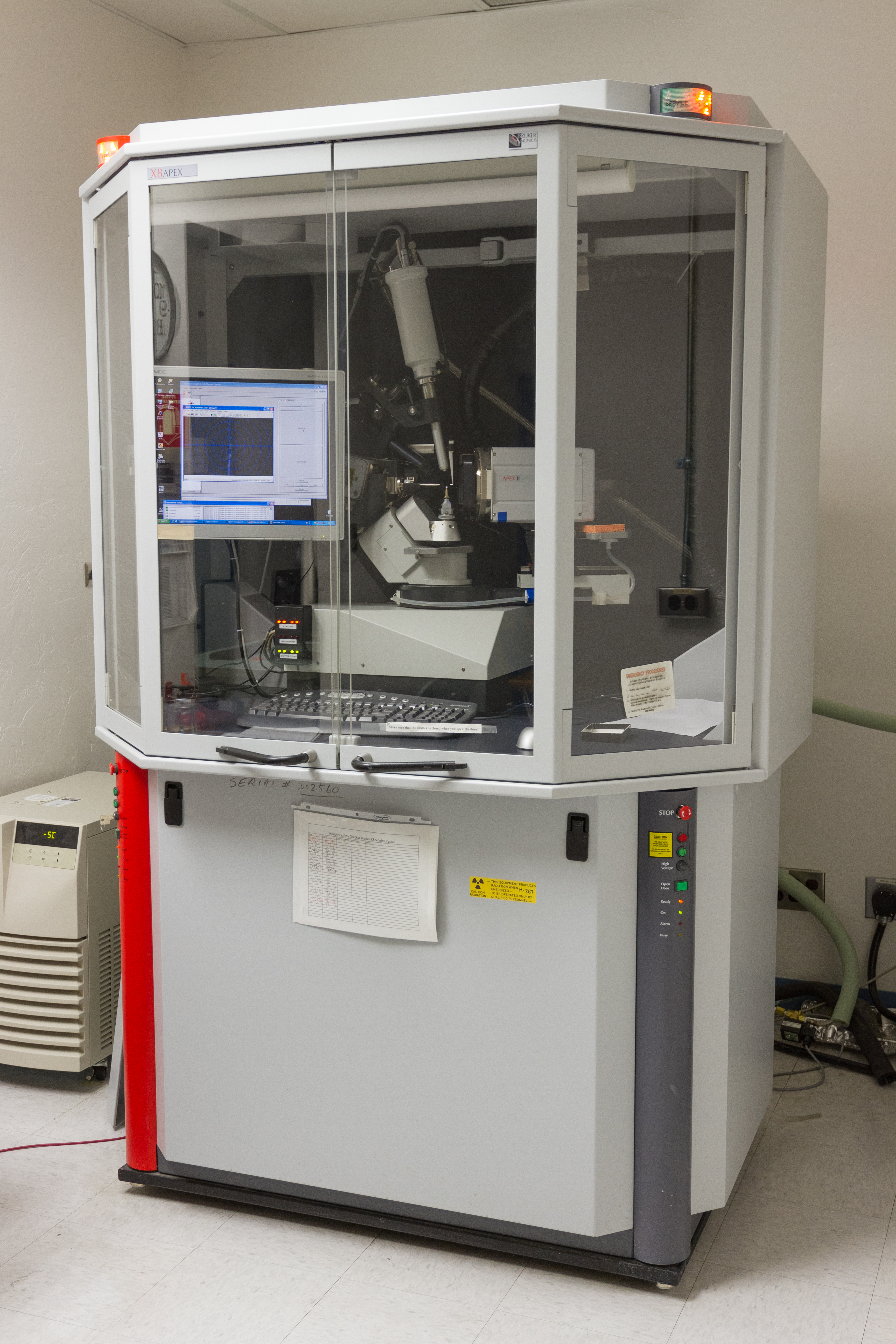
جهاز حيود أشعة أكس على بلورة أحادية.

كان مطياف الأشعة السينية هي حجر الأساس لاكتشاف البنية اللورية للبلورات. استخدم أنبوب إلكتروني في شكل صمام زجاجي، يتولد في مهبطه شعاعا من الإلكترونات تسرّع بواسطة مجال كهربائي وتسقط على قطعة معدنية (أي عينة من العنصر النقي في عمل موزلي)، وتسبب قذائف الإلكترونات على العينة المعدنية انبعاث أشعة X (تسمى أحيانا فوتونات). ثم يسلط شعاع أشعة إكس على بلورة من الملح مثلا ء فتتشتت أشعة إكس من العينة في توزيع منظم معين يخص بتركيب بلورة المادة . وبتعيين زاوايا القراءة لخطوط اشعة أكس المتشتتة من بلورة الملح على الفيلم الفوتوغرافي المثبت حول البلورة، أمكن بتطبيق قانون براج معرفة البنية البلورية لبلورة الملح . وتركيبته هي نظام بلوري مكعب. بهذا الطريقة أمكن التعرف على البنية البلورية للحديد والنحاس والجرافيت وغيرها.
شارك موزلي في تصميم وتطوير المعدات في وقت مبكر للاستفادة من قياسات بالأشعة السينية . وتعلم بعض التقنيات من وليام هنري براج في جامعة ليدز، في العلاقة بين توزيع تشتت أشعة إكس على عينة وبنيتها البلورية؛ هل بنية رباعية مكعبة أم بنية سداسية أم غير ذلك. ساعدت دراسات تعيين تشتت أشعة إكس على البلورات استنتاج بنية المعادن والأملاح وبعض المركبات، وأصبحت تقنية يمكن الاستفادة منها .
في الخمسينيات من القرن الماضي تمكن العالمان جيمس واتسون وفرانسيس كريك باستخدام أشعة إكس تعيين الحلزون المزدوج لـ الدنا.

## وصلات خارجية
- (بالإنجليزية) هنري موزلي